# كلية فلسطين للتمريض
كلية فلسطين للتمريض هي كلية جامعية حكومية تتبع لوزارة الصحة الفلسطينية إداريًا وماليًا، ويشرف على برامجها الأكاديمية وزارة التربية والتعليم العالي. أُنشِئَت كلية فلسطين للتمريض في عام 1976 تحت اسم مدرسة الحكماء والحكيمات وغُير إلى اسمها الحالي عام 1994 بعد قدوم السلطة الفلسطينية.

## الرؤية
| كلية فلسطين للتمريض | تسعى كلية فلسطين للتمريض على التميز في برامجها الأكاديمية والبحث العلمي وخدمة المجتمع وتعزيز ثقافة الجودة لإعداد جيل فعال من قادة المستقبل والقبالة على الصعيد المحلي والإقليمي والعالمي. | كلية فلسطين للتمريض |

## الرسالة
| كلية فلسطين للتمريض | كلية فلسطين هي مؤسسة أكاديمية تسعي للنهوض بالمستوى العلمي والثقافي والحضاري لطلبة التمريض والقبالة من خلال العمل على مواكبة التطور التقني والتكنولوجي والاتجاهات الحديثة في التعليم والبحث العلمي والعمل على خدمة المجتمع في إطار القيم والتعاليم الإسلامية. | كلية فلسطين للتمريض |